# ادوارد آوتیسوف
ادوارد سرگئی آوتیسوف (ارمنی: Էդուարդ Սերգեյի Ավետիսով؛  زادهٔ ۲۳ دسامبر ۱۹۲۱ - درگذشته ۷ اوت ۲۰۰۱) یک چشم‌پزشک و پزشک اهل ارمنستان بود.

## زندگی‌نامه
در ۲۳ دسامبر ۱۹۲۱ در سمرقند به دنیا آمد و از انستیتو دولتی پزشکی سمرقند (۱۹۵۰) فارغ‌التحصیل شد. وی در انستیتو تحقیقاتی بیماری‌های چشم هلمهولتز مسکو فعالیت می‌کرد. وی عضو انجمن پزشکی یان پورکین چکسلواکی بود. وی همچنین برنده دانشمند شایسته ارمنستان شوروی شده است. وی در ۷ اوت ۲۰۰۱ در سن ۷۹ سالگی در مسکو درگذشت.

## یادداشت
1. ↑  բժշկական գիտությունների դոկտոր
2. ↑  Չեխոսլովակիայի Յան Պուրկինեի անվան բժշկական ընկերություն